# Solanum exiguum
Solanum exiguum  es una especie de fanerógama endémica de Bolivia y perteneciente a la familia de las Solanáceas. 

## Descripción
Es un diminuto árbol o arbusto restringido a los valles del río Beni y del Chapare.

## Taxonomía
Solanum dulcamara fue descrita por Lynn Bohs y publicado en Taxon 44(4): 584. 1995.
Etimología
Solanum: nombre genérico que deriva del vocablo Latíno equivalente al Griego στρνχνος (strychnos) para designar el Solanum nigrum (la "Hierba mora") —y probablemente otras especies del género, incluida la berenjena— , ya empleado por Plinio el Viejo en su Historia naturalis (21, 177 y 27, 132) y, antes, por Aulus Cornelius Celsus en De Re Medica (II, 33). Podría ser relacionado con el Latín sol. -is, "el sol", debido a que la planta sería propia de sitios algo soleados.
exiguum: epíteto latino que significa "agridulce".
Sinonimia
- Cyphomandra benensis Britton ex Rusby	[8]

## Nombres comunes
Amaradulce, amargamiel, dulcamara, emborrachadora, hierba pelada, matagallinas, morera trepadora, parra real de Judea o solano dulce.